# الأناركية في العلاقات الدولية
الأناركية أو اللاسُلطوية في نظرية العلاقات الدولية، هي الفكرة القائلة بأن العالم يفتقر إلى سُلطة أو سيادة عُليا. فلا يوجد في الحالة الأناركية قوة قاهرة ولها أفضلية في تدرجها الهرمي، يمكنها أن تحل النزاعات وتفرض القانون، أو تصدر أمرًا للنظام السياسي الدولي. وتُقبل الأناركية على نطاق واسع في العلاقات الدولية بوصفها نقطة انطلاق بالنسبة لنظرية العلاقات الدولية.
وبينما يستخدم بعض علماء السياسة مصطلح الأناركية للإشارة إلى عالم يسوده حالة من الفوضى والاضطراب أو الصراع، فإن الآخرين يرون الأمر ببساطة على أنه انعكاس لشكل النظام الدولي: دول مستقلة لا يوجد فوقها سُلطة مركزية. تعطي الأناركية الأسس اللازمة للنماذج الإرشادية لدى أصحاب المذاهب الواقعية والواقعية الجديدة والليبرالية والنيوليبرالية في مجال العلاقات الدولية. وتزعم النظرية البنيوية أن الأناركية تمثل شرطًا أساسيًا بالنسبة للنظام الدولي. وحاجج المُنظر البنيوي ألكسندر فونت بأن الأناركية هي ما تصنعها الدول. فبينما يتميز النظام الدولي بأنه أناركي مثلما يرى فونت، فإن الأناركية لا تحدد تصرف دولة بالطريقة التي تتصورها المدارس الأخرى لنظرية العلاقات الدولية، ولكنها عوضًا عن ذلك عبارة عن بناء للدول في النظام.

## أصل وتاريخ المصطلح
يُنسب في الغالب إلى داعية السلام البريطاني ج. لويز ديكنسون، صياغته لمصطلح الأناركية بوصفه مصطلح من الفن في العلوم السياسية في كتبه: الأناركية الأوروبية 1916، والحرب: طبيعتها وسببها وعلاجها 1923، والأناركية الدولية 1926. ويُحاجج البعض بأن ديكنسون استخدم الأناركية في سياق لا ينسجم مع مُنظري العلاقات الدولية الحديثة. ويُحاجج جاك دونلي بأن كتاب فيليب كير (النزعة السلمية غير كافية) 1935 كان أول كتاب يستخدم نفس معنى وسياق مصطلح الأناركية كما يستخدمه مُنظري العلاقات الدولية الحديثة. ويطلق كينيث والتز تحولا خطابيا أساسيا في العلاقات الدولية من خلال كتابه (نظرية السياسات الدولية) لعام 1979. وكشفت واحدة من الدراسات أن مصطلح الأناركية قد ظهر بمعدل متوسط 6.9 مرات في كتب العلاقات الدولية فيما قبل عام 1979 ولكنه ظهر بمعدل 35.5 مرات فيما بعد عام 1979. وركز بشكل مكثف عدد خاص من مجلة (السياسات العالمية) عام 1985 بالإضافة إلى تحرير روبرت كيون لكتاب بعنوان (الواقعية الجديدة ونقادها) عام 1986، على استخدام كينيث والتز للأناركية في شرح السياسات الدولية. وأصبحت الأناركية فيما بعد، ذات أهمية أساسية في دراسة العلاقات الدولية.

## المدارس الفكرية
بينما تتفق المدارس الفكرية الكلاسيكية الثلاثة في نظرية العلاقات الدولية بالإضافة إلى الامتدادات الجديدة (الواقعية، الواقعية الجديدة، الليبرالية، النيوليبرالية، البنيوية)، في أن النظام العالمي يتسم بالأناركية، إلا أنهم يختلفون في تفسيراتهم للكيفية التي يتصورن بها الدول في تعاملها مع تلك المشكلة وما ينبغي أن تفعله.

### الواقعية
تؤكد النظرية الواقعية في العلاقات الدولية على أن الدول هي القوة الرئيسية التي تؤثر في السياسيات الدولية. ويستجيب أصحاب المذهب الواقعي على النظام العالمي الأناركي من خلال طرح عقيدة المساعدة الذاتية، إذ يعتقدون أنهم لا يستطيعون الاعتماد على أي أحد سوى أنفسهم من أجل تحقيق الأمن. فيعتقدون فيما يخص النظام الأناركي، بأن الدافع الأساسي لتصرف الدول هو البقاء على قيد الحياة، وهو الأمر الذي يرونه في صياغته النسبية: أن الحفاظ على تزايد الأمن بالنسبة لدولة واحدة سوف يؤدي بالضرورة إلى تناقص الأمن بالنسبة للدول الأخرى. وبالتالي فإن الدول مجبرة باستمرار على أن تأخذ في اعتبارها احتمالية أن يمتلك الآخرين قوة أكبر منهم أو أنهم يخططون لكسب قوة أكثر، وبالتالي فإنهم مجبرون على القيام بنفس الشيء، مما يؤدي إلى التنافس وحدوث التوازن. ويرى المفكر الواقعي الكلاسيكي نيقولا مكيافيللي، أن الرغبة امتلاك المزيد من القوة، متأصلة في الطبيعة البشرية المعيبة، والتي تصل إلى العالم السياسي، مما يؤدي بالدول إلى الصراع المستمر من أجل زيادة إمكانياتها. ويزعم هانز مورجنثو، وهو مفكر واقعي تقليدي آخر، أن السياسات الدولية ما هي إلا صراع من أجل القوة، ويوضح أن هذا الصراع من أجل القوة يتسم بالعمومية في المكان والزمان.
والاعتقاد الأساسي بالنسبة لصاحب المذهب الواقعي، هو الاقتناع بضرورة تعريف القوة من خلال الجوانب العسكرية. وتؤكد الواقعية أن القوة العسكرية الأكبر سوف تقود الدول نحو أهدافها القصوى، مما يجعلها مهيمنة في نظر الواقعيين الهجوميين، أو يجعلها مصدرًا للتوازن في القوة في نظر الواقعيين الدفاعيين. وكتب جوزيف جريكو في مقاله عام 1988 بعنوان (الأناركية وحدود التعاون): تعزز الأناركية الدولية بالنسبة للواقعيين، من التنافس والصراع بين الدول، وتقف أمام رغبتها في التعاون حتى عندما تتقاسم في مصالح مشتركة. وبالتالي لا يرى أصحاب المذهب الواقعي سببًا للاعتقاد بأن الدول يمكنها الاعتماد على بعضها أبدًا، ويجب أن تعتمد على أنفسها (عقيدة المساعدة الذاتية) في النظام العالمي الأناركي. وتدعم بشكل تلقائي الدولة التي تسعى إلى توفير الأمن الخاص بها، انعدام الأمن في الدول الأخرى. وتُعرف تلك الدوامة من انعدام الأمن باسم معضلة الأمن.

### الواقعية الجديدة
يعد التصور الواقعي للمساعدة الذاتية أيضًا بوصفه نتيجة للأناركية، أساسًا لواقعية بنيوية أو واقعية جديدة. ويشار غالبًا إلى الواقعيين الجدد بوصفهم بنويين طالما اعتقدوا في أن الكثير من الموضوعات الهامة للسياسات الدولية يمكن تفسيرها من خلال بنية النظام الدولي وخاصيته المركزية أي الأناركية. وبينما نسب الواقعيون الكلاسيكيون أمثال مكيافيللي ومورجنثو، سياسيات القوة إلى الطبيعة البشرية في المقام الأول، فإن الواقعيين الجدد يشددون على الأناركية. وطرح هذه الفكرة لأول مرة كينيث والتز في نصه الواقعي الجديد بعنوان (الإنسان والدولة والحرب) وتوسع في الفكرة في كتابه (نظرية السياسات الدولية). ويعنى عدم وجود سلطة أعلى من الدول في النظام الدولي بالنسبة إلى والتز، أن الدول يمكنها الاعتماد على نفسها فقط من أجل الحفاظ على بقائها، مما يتطلب اليقظة المتشككة والاستعداد الدائم للدخول في الصراع. ويصف والتز الأناركية في كتابه (الإنسان والدولة والحرب) بوصفها شرطًا للاستطاعة أو سببًا لإباحة الحرب. ويُحاجج بأن السبب وراء حدوث الحروب هو عدم وجود شيء لمنعها. ويُحاجج العالم السياسي الأمريكي جون هيرز بأن الأناركية الدولية تؤكد على مركزية الصراع من أجل امتلاك القوة، حتى في ظل غياب العدوان أو العوامل المشابهة، مؤكدًا على تحديد البنية الأناركية للنظام الدولي نفسه، لمصالح وتصرفات الدولة.

### الليبرالية
تتفق كل من الواقعية والليبرالية في أن الأناركية هي جوهر النظام الدولي، وأن مصلحة الدولة الذاتية هي نقطة البدء بالنسبة للمدرستين. ومع ذلك تزعم النظريات الليبرالية على عكس الواقعية، بأن المؤسسات الدولية لديها القدرة على تخفيف تأثيرات الأناركية المقيدة على التعاون المشترك بين الدول. وهنا يكمن الاختلاف بين النظريتين. وبينما تعترف النظرية الليبرالية بأن الأناركية هي جوهر النظام الدولي، فإنها تؤكد على أن تلك الأناركية يمكن تنظيمها عبر أدوات عديدة، أهمها: الدمقرطة الليبرالية، والترابط الاقتصادي الليبرالي، والمؤسساتية الليبرالية. ويعد الهدف الليبرالي الأساسي هو الوصول إلى عالم مترابط بشكل كامل. وتؤكد النظرية الليبرالية على أن وجود وانتشار التجارة الحرة، يقلل من احتمالية نشوب صراع، لأن الدولة المترابطة اقتصاديًا ستمتنع عن الدخول في نزاعات عسكرية خوفًا من تعطيل تلك الصراعات للتجارة والاستثمار الأجنبي وبالتالي تؤثر التكاليف على الخصوم. ويؤكد الليبراليون على أنه ليس من مصلحة أي دولة أن تدخل في حرب مع دولة أخرى يحافظ عملائها الاقتصاديون بشكل خاص على تبادل البضائع ورأس المال بشكل مكثف.
وهكذا هناك أمل في وجود عالم مسالم بالنسبة لليبراليون، حتى في ظل الأناركية، في حالة سعي الدول نحو أرضية مشتركة وتكوين تحالفات ومؤسسات للحفاظ على قوى العالم. ويميل الواقعيون إلى الاعتقاد بأن اكتساب القوة يأتي من خلال الحرب أو التهديد بالعمل العسكري، ويؤكدون على أنه نتيجة هذا النظام القائم على انتزاع القوة فإنه لا يوجد مثل هذا الشيء المسمى بالتحالفات أو السلام الدائم. ويعطي الفكر الليبرالي بالرغم من ذلك، مزيدًا من القوة إلى المؤسسات العامة أكثر مما يعطي للدول، ويأخذ في حسبانه المميزات الفردية التي تمتلكها الدول، مما يسمح بوجود فكرة التحالفات الدائمة التي تقوم على الأفكار والمعتقدات المشتركة. ويعتقد الليبراليون أن الأفكار المشتركة يمكن أن تقود الدول نحو الترابط أو الاعتماد المتبادل وبالتالي لا يكون الحلفاء مصدرًا لتهديد السيادة، وذلك عوضًا عن التركيز فقط على البقاء أو الأمن العسكري للدول. وتؤكد الليبرالية على أن القوة الحقيقية للدول تأتي من الأفكار المعتنقة بشكل متبادل مثل الدين واللغة والاقتصاديات والنظم السياسية، مما يؤدي بالدول إلى تشكيل تحالفات والتوجه نحو الترابط. ولخص نورمان أنجل هذا التوجه، وهو ليبرالي كلاسيكي من مدرسة لندن للاقتصاد، إذ زعم بأننا لا يمكننا ضمان استقرار النظام الحالي عن طريق التفوق العسكري أو السياسي لأمتنا أو التحالف من خلال فرض إرادتها على المنافس.

### النيوليبرالية
تسعى النيوليبرالية، وهي عملية تطبيق الأيديولوجيا السياسية الليبرالية، إلى مواجهة زعم الواقعية الجديدة بأن المؤسسات غير قادرة على تخفيف تأثيرات الأناركية المقيدة على التعاون المشترك بين الدول. وتُحاجج النيوليبرالية بأنه حتى في ظل النظام الأناركي للدول، فيمكن للتعاون أن يظهر من خلال بناء المعايير والأنظمة والمؤسسات. ويؤكد الفكر النيوليبرالي على وجود مبالغة كبيرة بشأن أهمية وتأثير الطبيعة الأناركية للنظام الدولي، وتؤكد أن الدول القومية مهتمة أولًا وقبل أي شيء، أو على الأقل ينبغي أن تكون مهتمة، بالمكاسب المطلقة عوضًا عن المكاسب النسبية المتعلقة بالدول القومية الأخرى. (هاتريك خوسا 2019).
ويفترض على سبيل المثال، الواقعيون والواقعيون الجدد، أن الأمن هو مفهوم تنافسي ونسبي، ومن خلاله يعنى الحصول على الأمن بالنسبة لأي دولة، أن يتناقص الأمن بالنسبة لدولة أخرى. ويُحاجج الليبراليون بالرغم من ذلك أنه ينبغي على الدول أن تدرك إمكانية أن يكون الأمن تعاوني أو مشترك، ومن خلاله يمكن للدول أن تزيد من أمنها دون التقليل من أمن الدول الأخرى، أو عليها أن تدرك حقيقة أهمية أمن الدول الأخرى لصالح أمنها نفسه. ولذلك فبينما تعتبر النظريات النيوليبرالية والواقعية الجديدة أن الدولة ومصالحها هي الموضوع المحوري للتحليل، فإن تركيز الحجة النيوليبرالية ينصب على ما تعتقد أنه عدم تقدير من جانب الواقعية الجديدة لتعددية السلوك التعاوني داخل نظام لا مركزي.

### البنيوية
بينما يعتبر مفهوم الأناركية هو أساس نظريات العلاقات الدولية لدى أصحاب المذاهب الواقعية والليبرالية والواقعية الجديدة والنيوليبرالية، فإن النظرية البنيوية تجادل بشأن اعتبار الأناركية هي الشرط الأساسي بالنسبة للنظام الدولي. ويقتبس عادة من كتابات ألكسندر فونت، وهو المفكر البنيوي الأكثر تأثيرًا في العصر الحديث، قوله بأن الأناركية هي ما تصنعه الدول. ويعني ذلك أن الأناركية ليست متأصلة في النظام الدولي بالطريقة التي تتصورها بها المدارس الأخرى في نظرية العلاقات الدولية، وإنما تكون عبارة عن بناء تصنعه الدول في النظام الدولي. فيكمن في قلب الفكر بنيوي الاعتقاد، على عكس افتراضات الواقعية الجديدة والنيوليبرالية، بأن العديد من الجوانب الأساسية للعلاقات الدولية ما هي إلا بناء اجتماعي تم صنعه (إذ تقدم صيغتها من خلال عمليات التفاعل والممارسة الاجتماعية المستمرة)، عوضًا عن أن تكون لها طبيعة أصيلة داخل العلاقات الدولية.